# Moreno Valley/March Field station (Metrolink)
La  Estacion Moreno Valley/March Field (en inglés: Moreno Valley/March Field), es una estación de tren regional de la  línea 91/Perris Valley de Metrolink en Riverside, California, área regional de Los Ángeles en Estados Unidos. 

## Descripción
La estación Metrolink se inauguró el 6 de junio de 2016 con servicio de la línea 91/Perris Valley. Cuenta con un andes de plataforma lateral. Cuenta con 528 aparcamientos. La estación es propiedad de Riverside County Transportation Commission. 

## Servicio
La estación Riverside-Hunter Park/UCR recibe el servicio de 14 trenes de la Línea 91/Perris Valley de Metrolink (7 en cada dirección) entre semana. El servicio de fin de semana consta de 4 trenes (2 en cada dirección) tanto los sábados como los domingos.

## Conexiones
- Riverside Transit Agency - ruta: 20

## Lugares de interés
- Base de March de la Reserva Aérea